# Episodi di H2O (prima stagione)
La prima stagione della serie televisiva H2O è stata trasmessa in Italia dal 22 aprile al 28 maggio 2008 su Italia 1 e in replica su Boing dall'ottobre 2009 e su Super! dal 22 febbraio 2016. I primi quattro episodi sono stati anche rimontati a formare un film televisivo da 90 minuti.
La prima parte della stagione è stata diretta da Colin Budds, la seconda da Jeffrey Walker.
| nº | Titolo originale        | Titolo italiano                | Prima TV Australia | Prima TV Italia |
| -- | ----------------------- | ------------------------------ | ------------------ | --------------- |
| 1  | Metamorphosis           | Metamorfosi                    | 7 luglio 2006      | 22 aprile 2008  |
| 2  | Pool Party              | Piscina-party                  | 14 luglio 2006     | 23 aprile 2008  |
| 3  | Catch of the Day        | La pesca del giorno            | 21 luglio 2006     | 24 aprile 2008  |
| 4  | Party Girls             | Pigiama-party                  | 28 luglio 2006     | 25 aprile 2008  |
| 5  | Something Fishy         | Qualcosa di sospetto           | 4 agosto 2006      | 28 aprile 2008  |
| 6  | Young Love              | Amore giovanile                | 11 agosto 2006     | 29 aprile 2008  |
| 7  | Moon Spell              | L'incantesimo della luna piena | 18 agosto 2006     | 30 aprile 2008  |
| 8  | The Denman Affair       | Il caso Denman                 | 25 agosto 2006     | 1º maggio 2008  |
| 9  | Dangerous Waters        | Acque pericolose               | 1º settembre 2006  | 2 maggio 2008   |
| 10 | The Camera Never Lies   | La verità della videocamera    | 8 settembre 2006   | 5 maggio 2008   |
| 11 | Sink or Swim            | La gara di nuoto               | 15 settembre 2006  | 6 maggio 2008   |
| 12 | The Siren Effect        | Il canto delle sirene          | 22 settembre 2006  | 7 maggio 2008   |
| 13 | Shipwrecked             | Naufragio                      | 28 settembre 2006  | 8 maggio 2008   |
| 14 | Surprise!               | Sorpresa                       | 6 ottobre 2006     | 9 maggio 2008   |
| 15 | The Big Chill           | Il grande freddo               | 13 ottobre 2006    | 12 maggio 2008  |
| 16 | Lovesick                | Febbre d'amore                 | 20 ottobre 2006    | 13 maggio 2008  |
| 17 | Under the Weather       | Brutto tempo                   | 27 ottobre 2006    | 14 maggio 2008  |
| 18 | Bad Moon Rising         | La luna cattiva                | 3 novembre 2006    | 15 maggio 2008  |
| 19 | Hurricane Angela        | Uragano Angela                 | 10 novembre 2006   | 19 maggio 2008  |
| 20 | Hook, Line and Sinker   | Gara di pesca                  | 17 novembre 2006   | 20 maggio 2008  |
| 21 | Red Herring             | Aringa rossa                   | 24 novembre 2006   | 21 maggio 2008  |
| 22 | Fish Out of Water       | Pesce fuor d'acqua             | 1º dicembre 2006   | 22 maggio 2008  |
| 23 | In Too Deep             | Acqua alta                     | 8 dicembre 2006    | 23 maggio 2008  |
| 24 | Love Potion #9          | Pozione d'amore                | 15 dicembre 2006   | 26 maggio 2008  |
| 25 | Dr. Danger (1)          | Le sirene                      | 22 dicembre 2006   | 27 maggio 2008  |
| 26 | A Twist in the Tail (2) | Colpo di coda                  | 29 dicembre 2006   | 28 maggio 2008  |

## Metamorfosi
- Titolo originale: Metamorphosis
- Diretto da: Colin Budds
- Scritto da: Philip Dalkin

### Trama
Zane convince Cleo a salire sul suo gommone, a cui manca la candela, e spinge il mezzo lontano dal molo. Interviene Rikki, che aveva rubato la candela, e le due ragazze fanno un giro in mare, al quale si aggiunge anche Emma. Quando sono in mare aperto finisce il carburante e le tre arrivano remando fino alla disabitata isola Mako. Lì cadono in una grotta con una piscina naturale e, mentre sono immerse per uscire in mare aperto e cercare aiuto, vengono irradiate dalla Luna piena. Appena fuori dalla piscina vengono salvate dalla guardia costiera. Il giorno dopo le tre scoprono di essere delle sirene con poteri magici, Cleo di poter dare vita all'acqua, Emma di poter ghiacciarla e Rikki (che scoprirà più avanti i suoi poteri) di poter scaldarla, bollire e farla evaporare.
- Altri interpreti: Burgess Abernethy (Zane Bennett), Cleo Massey (Kim Sertori), Ariu Lang Sio (Wilfred), Jamie Timony (Nate).

## Piscina-party
- Titolo originale: Pool Party
- Diretto da: Colin Budds
- Scritto da: Deb Cox

### Trama
Miriam organizza un piscina-party per Byron e invita Cleo ed Emma, ma non Rikki. Cleo vuole andarci insieme a Lewis, ma le amiche le fanno notare che non è il caso perché potrebbe bagnarsi e trasformarsi in sirena. Dopo aver cambiato idea varie volte, la ragazza decide di andarci vestita con abiti pesanti che le coprano tutto il corpo, limitando la zona di pelle esposta all'acqua, ma Zane la butta in piscina. Lewis arriva e scopre il segreto delle ragazze; dopo un primo momento di esitazione, aiuta Cleo a uscire dalla piscina. Intanto arrivano Emma e Rikki, che ha appena scoperto di avere il potere di far evaporare l'acqua. Emma chiude in casa le altre persone congelando la serratura, mentre Rikki asciuga Cleo.
- Altri interpreti: Christopher Poree (Byron), Burgess Abernethy (Zane Bennett), Cleo Massey (Kim Sertori), Ariu Lang Sio (Wilfred), Jamie Timony (Nate), Alan David Lee (Don Sertori), Alice Hunter (Tiffany), Caroline Kennison (Lisa Gilbert), Jared Robinsen (Neil Gilbert), Annabelle Stevenson (Miriam Kent).

## La pesca del giorno
- Titolo originale: Catch of the Day
- Diretto da: Colin Budds
- Scritto da: Simon Butters

### Trama
Cleo non è contenta di essere una sirena perché non sa nuotare e né le amiche né Lewis riescono a farle cambiare idea. Inoltre, è più preoccupata per le tartarughe marine vengano intrappolate nelle reti dei pescatori. Rikki accusa il padre di Cleo di intrappolare tartarughe nelle sue reti. Durante una nuotata, Emma e Rikki vedono il peschereccio del padre di Cleo e liberano una tartaruga intrappolata nella rete, per poi raccontare a Cleo che il padre usa reti da pesca illegali e pesca in zone protette. Cleo scopre che in quel momento suo padre era su un'altra barca e segue l'altro peschereccio, concludendo che chi compie azioni illegali è un uomo che lavora con suo padre. Prima di poter tornare indietro, la sirena resta intrappolata in una rete, ma Rikki ed Emma la salvano. Cleo si rende conto che le doti da sirena sono migliori di quanto pensasse.
- Altri interpreti: Christopher Poree (Byron), Cleo Massey (Kim Sertori), Ariu Lang Sio (Wilfred), Alan David Lee (Don Sertori), Chris Palframan (Eddie), Damon Gabso (Johnno), Deborah Coulls (Bev Sertori).

## Pigiama-party
- Titolo originale: Party Girls
- Diretto da: Colin Budds
- Scritto da: Anthony Morris

### Trama
Emma è indecisa se fare o meno il suo annuale pigiama-party perché ha paura che il loro segreto possa essere scoperto. L'insistenza dei suoi amici la convince a fare la festa, alla quale tutte le ragazze sono invitate, tranne Miriam. La festa procede bene finché non si imbucano Miriam e Zane. Mentre Rikki ed Emma discutono con Zane, Cleo viene bagnata e si rifugia nel suo sacco a pelo. Per evitare di essere scoperta fa scoppiare tutte le bottiglie, rovinando così il vestito nuovo di Miriam. Intanto, Rikki riesce a cacciare Zane fuori di casa ed Emma mostra alle ragazze il nuovo ciondolo che ha trovato sul fondo della piscina naturale dell'isola Mako. Miriam, infuriata, approfittando della distrazione di tutti, ruba il ciondolo di Emma. Rikki riesce a recuperarlo ed Emma decide di regalarlo a Cleo.
- Altri interpreti: Burgess Abernethy (Zane Bennett), Ariu Lang Sio (Wilfred), Alice Hunter (Tiffany), Caroline Kennison (Lisa Gilbert), Annabelle Stevenson (Miriam Kent), Christine Amor (Louise Chatham), Casceilia Mulvena (Fiona), Candice Dixon (Caitlin), Ashleigh Lawrence (Alyssa), Trent Sullivan (Elliot Gilbert).

## Qualcosa di sospetto
- Titolo originale: Something Fishy
- Diretto da: Colin Budds
- Scritto da: Jo Watson

### Trama
Mentre Cleo è assente, sua sorella Kim legge il suo diario, che parla della sua trasformazione in sirena: decide, quindi, di mostrare a tutti l'identità segreta della sorella, approfittando del concorso "Reginetta del mare", al quale Cleo partecipa. Al concorso, Kim, convinta che anche Miriam sia una sirena, cerca di svelare il loro segreto, ma non ci riesce. Cleo convince la sorellina che il diario è solo un compito scolastico, e, per evitare che tale fatto si ripeta, lo butta sul fondo della piscina naturale dell'isola Mako.
- Altri interpreti: Deborah Coulls (Bev Sertori), Jenna Hudson (Libby Macintyre), Alice Hunter (Tiffany), Caroline Kennison (Lisa Gilbert), Alan David Lee (Don Sertori), Cleo Massey (Kim Sertori), Andrea Moor (signor Geddes), Liam Pierce (bagnino), Jared Robinsen (Neil Gilbert), Ariu Lang Sio (Wilfred), Annabelle Stevenson (Miriam Kent), Trent Sullivan (Elliot Gilbert).

## Amore giovanile
- Titolo originale: Young Love
- Diretto da: Colin Budds
- Scritto da: Sam Carroll

### Trama
Rikki salva il fratellino di Emma, Elliot, che si innamora di lei. Rikki inizia a trattarlo male per allontanarlo, così il ragazzino scappa e si nasconde nella serra del fratello di Lewis, dove la ragazza lo insegue per chiedergli scusa, ma rischia di farsi scoprire a causa dell'accensione degli irrigatori automatici installati da Lewis. Emma e Cleo salvano Rikki con i loro poteri, senza farsi scoprire da Elliot.
- Altri interpreti: Burgess Abernethy (Zane Bennett), Preston Forsyth (Lenny McCartney), Caroline Kennison (Lisa Gilbert), Christopher Poree (Byron), Jared Robinsen (Neil Gilbert), Ariu Lang Sio (Wilfred), Trent Sullivan (Elliot Gilbert), Jamie Timony (Nate).

## L'incantesimo della luna piena
- Titolo originale: Moon Spell
- Diretto da: Colin Budds
- Scritto da: Max Dann

### Trama
Emma decide di organizzare un party per il compleanno del padre. Le cose vanno per il meglio, finché la luce lunare colpisce la ragazza facendole perdere ogni inibizione, tanto da comportarsi in modo impertinente con gli ospiti e baciare Byron. La ragazza, non riesce a tornare umana anche se la sua pelle è asciutta. Le sue amiche e Lewis sono costretti a tenerla nascosta fino al calare della Luna, portandola a dormire al Juicenet café. La mattina dopo, Emma ritorna a casa e si scusa con suo padre, leggendogli poi il discorso che aveva preparato in suo onore.
- Altri interpreti: Burgess Abernethy (Zane Bennett), Christine Amor (Louise Chatham), Floyd Kennedy (nonna), Caroline Kennison (Lisa Gilbert), Joss McWilliam (Harrison Bennett), Brigette Paroissien (Candy), Christopher Poree (Byron), Jared Robinsen (Neil Gilbert), Ariu Lang Sio (Wilfred), Annabelle Stevenson (Miriam Kent), Trent Sullivan (Elliot Gilbert), Arna-Maria Winchester (zia Thea).

## Il caso Denman
- Titolo originale: The Denman Affair
- Diretto da: Colin Budds
- Scritto da: Chris Annastassiades

### Trama
Arriva una biologa marina di fama mondiale, la dottoressa Linda Denman, per la quale Lewis inizia a lavorare, per poter avere accesso al suo laboratorio e agli strumenti presenti in esso, per capire cosa sia successo alle ragazze. Chiesto a Cleo un campione di unghia da analizzare, Lewis lo dimentica accidentalmente nel microscopio. La dottoressa lo esamina e capisce che il ragazzo ha trovato qualcosa di straordinario: del tessuto che muta al contatto con l'acqua. Inizia quindi a scrivere una tesi sul suo portatile, chiede a Lewis di portarle altri campioni come il precedente e di lasciare la città per seguirla nelle sue ricerche. Scoperta la tesi della dottoressa sul computer e che si era tenuta un pezzettino dell'unghia, Lewis decide di non partire, cancella tutti i file dal computer della dottoressa e si riprende il campione.
- Altri interpreti: Lara Cox (Linda Denman), Michael Parlato (guardia), Ariu Lang Sio (Wilfred).

## Acque pericolose
- Titolo originale: Dangerous Waters
- Diretto da: Colin Budds
- Scritto da: Anthony Morris

### Trama
Il pesce di Cleo muore e la ragazza si offende perché Rikki rimane impassibile. Per farsi perdonare, l'amica cerca un pesce simile. Un uomo che lavora per l'acquario, incontrandola, le offre 100 dollari in cambio dei pesci, così Rikki inizia a catturarli e glieli vende. Dopo aver scoperto che l'uomo ha mentito, Rikki lo affronta e, insieme alle sue amiche e grazie ai loro poteri, riescono a mandare lui e i suoi complici in prigione.
- Altri interpreti: Renee Bowen (ragazza di Barry), Bradd Buckley (uomo nel magazzino numero 1), Gavin Coleman, Deborah Coulls (Bev Sertori), Cleo Massey (Kim Sertori), Scott McLean (uomo nel magazzino numero 2), Cory Robinson (Barry), Ariu Lang Sio (Wilfred).

## La verità della videocamera
- Titolo originale: The Camera Never Lies
- Diretto da: Colin Budds
- Scritto da: Deb Cox

### Trama
In occasione di un concorso per il miglior video, Zane si fa aiutare da Lewis a riprenderlo mentre batte un record di suo padre con il surf, ma gli squali intralciano il percorso. Rikki lo salva, ma quando il ragazzo racconta cosa gli è successo e di come l'acqua abbia cominciato a ribollire intorno a lui, allontanando gli squali, nessuno gli crede, a parte la ragazza, con cui si inizia a creare un legame. Lewis vince il premio.
- Altri interpreti: Burgess Abernethy (Zane Bennett), Damien Bryson (giovane Harrison Bennett), Michael Harrison (ragazzo), Alice Hunter (Tiffany), Caroline Kennison (Lisa Gilbert), Cleo Massey (Kim Sertori), Christopher Poree (Byron), Jared Robinsen (Neil Gilbert), Ariu Lang Sio (Wilfred), Annabelle Stevenson (Miriam Kent), Trent Sullivan (Elliot Gilbert), Jamie Timony (Nate), Chester Whiting (ragazzo nel video di Lewis).

## La gara di nuoto
- Titolo originale: Sink or Swim
- Diretto da: Colin Budds
- Scritto da: Max Dann

### Trama
Byron vuole battere Zane a una gara di nuoto, così chiede a Emma di fargli da istruttore, ma tra i due si sviluppano alcune divergenze, soprattutto a causa dell'indolenza di Byron. Emma all'inizio è molto severa e Byron si stanca, ma lei decide di cambiare atteggiamento perché per lei è meglio concentrarsi sulle sensazioni positive, ma Byron non migliora. Arriva Zane e propone una sfida, Emma dice a Byron di non accettarla, lui l'accetta lo stesso ma perde e lei si arrabbia e dice di non voler fare più l'allenatrice e si mettono a litigare. Il giorno della gara Emma non si presenta, ma dopo una discussione con Cleo decide di andarci. Byron vince la gara e i due fanno pace. Alla fine dell'episodio lei va al mare per fare una nuotata, pensando a tutto quello che ha provato quando era nella squadra.
- Altri interpreti: Burgess Abernethy (Zane Bennett), Chris Hillier (uomo che dà l'avvio alla gara), Alice Hunter (Tiffany), Cleo Massey (Kim Sertori), Christopher Poree (Byron), Jared Robinsen (Neil Gilbert), Ariu Lang Sio (Wilfred), Annabelle Stevenson (Miriam Kent), Trent Sullivan (Elliot Gilbert), Jamie Timony (Nate), Caroline Kennison (Lisa Gilbert).

## Il canto delle sirene
- Titolo originale: The Siren Effect
- Diretto da: Colin Budds
- Scritto da: Susan Macgillicuddy

### Trama
Dopo aver subito una pubblica umiliazione al karaoke del JuiceNet Café perché molto stonata, Cleo invita le amiche da lei per la notte nel tentativo di scongiurare l'effetto che la Luna piena ha su di loro. Involontariamente la ragazza viene inondata dalla luce lunare e inizia a cantare come una delle sirene mitologiche, ammaliando i ragazzi che l'ascoltano, ma il giorno dopo, quando la ragazza fa un concerto al JuiceNet Cafè, la Luna piena scompare e lei torna a essere stonata come prima.
- Altri interpreti: Burgess Abernethy (Zane Bennett), Christine Amor (Louise Chatham), Timothy Amos (ragazzo #1), Thomas Calder (ragazzo #2), Deborah Coulls (Bev Sertori), Dominic Deutscher (ragazzo #3), Alice Hunter (Tiffany), Alan David Lee (Don Sertori), Cleo Massey (Kim Sertori), Christopher Poree (Byron), Ariu Lang Sio (Wilfred), Annabelle Stevenson (Miriam Kent), Jamie Timony (Nate).
- Curiosità: quando Cleo, Emma, Rikki, Lewis, Don e Kim stanno guardando un film horror alla tv, in realtà sono frammenti dell’episodio 22 della seconda stagione della serie televisiva Geni per caso intitolato: “Il fantasma”. Infatti sia H2O (serie televisiva) che Geni per caso sono due serie televisive prodotte dallo stesso produttore televisivo ovvero: “Jonathan M. Shiff”.

## Naufragio
- Titolo originale: Shipwrecked
- Diretto da: Colin Budds
- Scritto da: Philip Dalkin

### Trama
Emma invita a stare da lei la signora Chatham in quanto la sua abitazione, una barca, è sotto sequestro perché non a norma. Ma la donna fugge e la barca affonda, con Zane intrappolato al suo interno mentre cerca il tesoro della signora. Il ragazzo viene salvato da Emma, della quale intravede la coda. Cerca di dire a tutti che le sirene esistono, ma la gente non gli crede. Emma recupera il tesoro della signora Chatham, un ciondolo identico a quello di Cleo, dalla barca.
- Altri interpreti: Burgess Abernethy (Zane Bennett), Christine Amor (Louise Chatham), Caroline Kennison (Lisa Gilbert), Jared Robinsen (Neil Gilbert), Trent Sullivan (Elliot Gilbert), Steven Tandy (signor Hendrix).

## Sorpresa
- Titolo originale: Surprise!
- Diretto da: Jeffrey Walker
- Scritto da: Chris Anastassiades

### Trama
È il compleanno di Cleo e la ragazza spera che il padre non le organizzi un'altra festa per bambini. L'uomo, però, disillude le sue aspettative e Cleo si arrabbia. Così Lewis organizza una nuova festa a sorpresa al JuiceNet, rendendo la ragazza felicissima. Cleo si chiarisce con il padre, che capisce che la figlia non è più una bambina.
- Altri interpreti: Burgess Abernethy (Zane Bennett), Cleo Massey (Kim Sertori), Ariu Lang Sio (Wilfred), Jamie Timony (Nate), Joey Massey (bambino alla festa), Anna Waters-Massey (pagliaccio alla festa).

## Il grande freddo
- Titolo originale: The Big Chill
- Diretto da: Jeffrey Walker
- Scritto da: John Armstrong

### Trama
Emma ha nelle sue mani il JuiceNet Cafè per il fine settimana e assume Rikki, che ha bisogno di soldi. Rikki non si comporta in modo molto gentile con i clienti e con Emma che la riprende su tutto le cose non vanno per il meglio, infine Miriam, per farle un dispetto, spegne la cella frigorifera. Emma sistema tutto con i propri poteri, ma congela completamente anche Miriam, nascosta dietro uno scaffale. Per scongelarla, servono le capacità di Rikki e sotto i consigli di Lewis, lei e Cleo utilizzano i loro poteri al fine di rianimarla e salvarla.
- Altri interpreti: Burgess Abernethy (Zane Bennett), Ariu Lang Sio (Wilfred), Annabelle Stevenson (Miriam Kent), James Stewart (fattorino del fruttivendolo).

## Febbre d'amore
- Titolo originale: Lovesick
- Diretto da: Jeffrey Walker
- Scritto da: Caroline O'Meara

### Trama
Zane vuole accedere alla biblioteca del parco marino per ottenere informazioni sulle sirene, così si inventa una scusa e convince Cleo a fargli avere il permesso. Intanto un delfino sta male e Cleo cerca di aiutarlo. Kim fraintende il comportamento di Cleo e Zane e pensa che si vogliano sposare in segreto, allarmando i genitori, Emma e Rikki.
- Altri interpreti: Burgess Abernethy (Zane Bennett), Paul Bishop (Mitch), Deborah Coulls (Bev Sertori), Alan David Lee (Don Sertori), Cleo Massey (Kim Sertori), Joss McWilliam (Harrison Bennett), Annabelle Stevenson (Miriam Kent).

## Brutto tempo
- Titolo originale: Under the Weather
- Diretto da: Jeffrey Walker
- Scritto da: Max Dann

### Trama
Cleo e Rikki sono a casa di Emma e stanno facendo colazione parlando del compito di biologia per il quale Cleo e Rikki non sono preparate. Improvvisamente inizia a piovere e le ragazze per paura di trasformarsi non vogliono uscire di casa, così la madre di Emma si offre di accompagnarle con la sua auto. Cleo in quel momento improvvisa uno svenimento. Rikki per aiutarla fa aumentare la temperatura del termometro. La madre di Emma vuole che Rikki ed Emma vadano a scuola, così si improvvisano malate anche loro. Pensando che sia a causa dello yogurt la mamma pensa che sia malato anche Elliot. Chiamano poi la dottoressa che informa la famiglia che si potrebbe trattare di una forma di malattia tropicale e isola così la casa. Lewis arriva in soccorso alle ragazze. Nel momento in cui le ragazze vogliono uscire per andare a scuola, si presenta una squadra di medici speciali per approfondire le analisi e portarle in una struttura apposita. Emma a quel punto confessa di aver finto per evitare il test di Biologia. Arrivano le risposte delle analisi che confermano che le ragazze stanno bene, ma solo Elliot è malato per aver preso il morbillo. Kim inoltre viene contagiata dopo aver bevuto dal suo bicchiere.
- Altri interpreti: Emelia Burns (infermiera), Deborah Coulls (Bev Sertori), Kate Fitzpatrick (dottoressa Holt), Eugene Gilfedder (professor Gorman), Caroline Kennison (Lisa Gilbert), Alan David Lee (Don Sertori), Cleo Massey (Kim Sertori), Jared Robinsen (Neil Gilbert), Trent Sullivan (Elliot Gilbert).

## La luna cattiva
- Titolo originale: Bad Moon Rising
- Diretto da: Jeffrey Walker
- Scritto da: Sam Carroll

### Trama
Emma, Cleo e Rikki si barricano in casa per sfuggire alla luce della Luna piena, ma Rikki viene colpita da un raggio di Luna riflesso in un bicchiere d'acqua e perde il controllo dei suoi poteri. Rikki non potendo restare chiusa a casa di Emma, fugge e si rifugia all'isola Mako dove incontra Zane. Le ragazze decidono di seguirla. Aprendo la porta arriva la signora Chatman che gli dice che l'unico luogo sicuro è la piscina naturale di Mako. Nel frattempo Rikki e Zane si baciano, ma il calore delle labbra di Rikki è talmente forte da disidratare e far perdere i sensi a Zane. Grazie ai consigli della signora Chatman, Emma e Cleo portano Rikki nella piscina naturale e i suoi poteri tornano normali. Il giorno dopo Zane incontra Rikki al JuiceNet cafè e chiede spiegazioni per il bacio ricevuto la notte scorsa, ma Rikki risponde in modo freddo dando pochissima importanza a cosa è successo a causa della dimenticanza. Emma viene messa in punizione per aver disordinato la casa.
- Altri interpreti: Burgess Abernethy (Zane Bennett), Christine Amor (Louise Chatman), Alan David Lee (Don Sertori), Ariu Lang Sio (Wilfred).

## Uragano Angela
- Titolo originale: Hurricane Angela
- Diretto da: Jeffrey Walker
- Scritto da: Anthony Morris

### Trama
Kim bisticcia con Cleo e si rifiuta di lavare i piatti dopo che Cleo l'aveva pagata, così Kim gli tira la spugna bagnata addosso e Cleo è costretta a chiudersi in camera per asciugarsi. A casa di Cleo arriva la cugina Angela che già dall'inizio cerca di mettere zizzania tra le due, più di quanto non ce ne sia di già. Cleo deve controllare sia lei che Kim, ma mentre stanno studiando Angela fa sparire un libro di Kim e quest'ultima accusa Cleo di averglielo rubato. Il padre di Cleo gli dice di portarle fuori casa per occuparsi di loro. Al parco marino, Angela vuole fare giochi d'acque e così Cleo costringe Lewis ad andare con loro, lui stufato alla fine se ne va e lascia le ragazze da sole. Angela alla fine ruba un pellicano e lo porta a casa di Cleo, facendo ricadere la colpa su quest'ultima.
- Altri interpreti: Paul Bishop (Mitch), Deborah Coulls (Bev Sertori), Alan David Lee (Don Sertori), Cleo Massey (Kim Sertori), Samuel Nolan (attore), Jade Paskins (Angela).

## Gara di pesca
- Titolo originale: Hook, Line and Sinker
- Diretto da: Jeffrey Walker
- Scritto da: Max Dann

### Trama
Lewis inventa un nuovo tipo di amo e per testarlo si iscrive a una gara di pesca. Cleo cerca di aiutarlo a prendere un pesce grosso, ma Lewis, accusato di aver barato, viene squalificato; tuttavia, Cleo ed Emma riescono a farlo riammettere. Nel frattempo, Rikki partecipa a un seminario dove incontra Zane. I due restano bloccati su un balcone e hanno l'occasione di conoscersi meglio. Quando il padre di Zane li libera, Rikki e Zane si baciano.
- Altri interpreti: Burgess Abernethy (Zane Bennett), Deborah Coulls (Bev Sertori), Iain Gardiner (Hook-Eye MacKenzie), Alan David Lee (Don Sertori), Joss McWilliam (Harrison Bennett), Samuel Nolan (attore), Ariu Lang Sio (Wilfred), Jamie Timony (Nate).
- Apparizione finale di: Deborah Coulls (Bev Sertori).

## Aringa rossa
- Titolo originale: Red Herring
- Diretto da: Jeffrey Walker
- Scritto da: Chris Anastassiades

### Trama
A causa di un commento di Byron, Emma decide di cambiare colore ai capelli, tingendoli di rosso. La tinta, però, attacca solo i capelli nella versione sirena. Zane incontra Rikki sulla spiaggia e le chiede di uscire con lui, ma lei rifiuta. Il ragazzo è ancora ossessionato dall'essere che l'ha salvato vicino all'isola Mako, così effettua un'altra immersione nella zona del relitto della barca della signora Chatman e da questa vede uscire una sirena dai capelli rossi: Emma, che non viene riconosciuta grazie alla tinta. Le ragazze, però, sono preoccupate perché Zane potrebbe scoprire il loro segreto. Allora Rikki, senza dirlo a Cleo e a Emma, va da Zane e gli dice di voler uscire con lui, a patto che lui lasci stare la faccenda delle sirene.
- Altri interpreti: Burgess Abernethy (Zane Bennett), Christine Amor (Louise Chatman), Teri Haddy (Louise Chatham adolescente), Christopher Poree (Byron), Ariu Lang Sio (Wilfred), Annabelle Stevenson (Miriam Kent), Jamie Timony (Nate).

## Pesce fuor d'acqua
- Titolo originale: Fish Out of Water
- Diretto da: Jeffrey Walker
- Scritto da: Max Dann

### Trama
Zane regala un abito a Rikki e a lei piace molto. Il padre di Zane organizza un pranzo per proporre a noti imprenditori il progetto di trasformare l'isola Mako in una località turistica; Zane invita Rikki che, sentito il progetto, si ribella, convincendo gli investitori a non aderire.
- Altri interpreti: Burgess Abernethy (Zane Bennett), Christine Amor (Louise Chatman), Caroline Kennison (Lisa Gilbert), Chantal Li (Emily Chan), Joss McWilliam (Harrison Bennett), Brigette Paroissien (Candy), Jared Robinsen (Neil Gilbert), Hsiao Ling Tang (signora Chan), Jaala Webster (governante), Akira Yoshikawa (George Chan).

## Acqua alta
- Titolo originale: In Too Deep
- Diretto da: Jeffrey Walker
- Scritto da: Simon Butters

### Trama
Rikki vede dalla vetrina di un negozio un ciondolo uguale a quello di Cleo e pensa di comprarlo perché in passato era appartenuto a una amica della signora Chatham; Miriam, però, scopre tutto e nonostante il ciondolo non le piaccia decide di comprarlo per far dispetto a Rikki. Zane, sapendo che quel medaglione piaceva a Rikki, decide di accettare le condizioni di Miriam, cioè di darle un bacio sulle labbra in cambio del medaglione, inconsapevole del fatto che Rikki lo sta guardando. Dopo il bacio, Miriam butta il medaglione in mare ed Emma si tuffa per recuperarlo. Anche Zane, per farsi perdonare dell'accaduto, si tuffa, ma non vede Emma. La signora Chatham regala il medaglione a Rikki e il suo a Emma.
- Altri interpreti: Burgess Abernethy (Zane Bennett), Christine Amor (Louise Chatman), Ashleigh Brewer (Gracie Watsford), Teri Haddy (Louise Chatham adolescente), Alice Hunter (Tiffany), Brett Sellwood (Karl), Ariu Lang Sio (Wilfred), Annabelle Stevenson (Miriam Kent), Amrita Tarr (Julia Dove), Jamie Timony (Nate).

## Pozione d'amore
- Titolo originale: Love Potion #9
- Diretto da: Jeffrey Walker
- Scritto da: Anthony Morris

### Trama
Lewis cerca di creare una sostanza che renda le ragazze impermeabili. Impegnato nella ricerca non si accorge che Cleo aspetta un suo invito al ballo scolastico, così la ragazza decide di andare con Nate. Le ragazze lasciano la festa perché scoprono di essere allergiche alla sostanza, ma Lewis le segue e le informa che Byron e Zane stanno ancora aspettando Rikki ed Emma. Mentre loro ritornano alla festa, Cleo rivela i suoi sentimenti a Lewis e si baciano.
- Altri interpreti: Burgess Abernethy (Zane Bennett), Christine Amor (Louise Chatham), Alice Hunter (Tiffany), Alan David Lee (Don Sertori), Christopher Poree (Byron), Ariu Lang Sio (Wilfred), Annabelle Stevenson (Miriam Kent), Jamie Timony (Nate).
- Apparizione finale di: Annabelle Stephenson (Miriam Kent), Christopher Poree (Byron), Alice Hunter (Tiffany).

## Le sirene
- Titolo originale: Dr. Danger (1)
- Diretto da: Jeffrey Walker
- Scritto da: Sam Carroll

### Trama
Il ritorno della dottoressa Denman mette in agitazione le ragazze; intanto i genitori di Emma insistono affinché la ragazza partecipi alla vacanza estiva. La dottoressa riesce a fotografare le sirene grazie a una telecamera subacquea e il padre di Zane, che ha pagato le ricerche, riconosce le tre ragazze.
- Altri interpreti: Burgess Abernethy (Zane Bennett), Christine Amor (Louise Chatham), Lara Cox (Linda Denman), Chas Green (Greg), Caroline Kennison (Lisa Gilbert), Joss McWilliam (Harrison Bennett), Jared Robinsen (Neil Gilbert), Trent Sullivan (Elliot Gilbert).

## Colpo di coda
- Titolo originale: A Twist in the Tail (2)
- Diretto da: Jeffrey Walker
- Scritto da: Philip Dalkin

### Trama
Attirate con l'inganno alla piscina naturale, le sirene vengono imprigionate. La dottoressa Denman vuole effettuare esperimenti su di loro, ma Zane, con l'aiuto di Lewis, le libera, permettendo loro di scappare. Sotto consiglio di Lewis e della signora Chatham, le ragazze decidono di perdere per sempre i loro poteri con l'eclissi di Luna. La dottoressa Denman cerca di convincerle a non farlo, ma Emma, Cleo e Rikki si tuffano nella piscina naturale, tornando a essere delle ragazze normali, e così la donna, avendo perso interesse per loro, se ne va. Il giorno seguente, dopo aver lasciato Zane perché sono troppo diversi, Rikki scopre, insieme alle altre, di essere ancora una sirena. Chiedendo spiegazioni a Lewis, il ragazzo confessa che l'eclissi toglieva i poteri solo per 12 ore, ma che non lo aveva detto loro per rendere la rinuncia più convincente davanti agli occhi della Denman.
- Altri interpreti: Burgess Abernethy (Zane Bennett), Christine Amor (Louise Chatham), Lara Cox (Linda Denman), Joss McWilliam (Harrison Bennett).
- Apparizione finale di: Christine Amor (Louise Chatman), Lara Cox (Linda Denman), Joss McWilliam (Harrison Bennet).